# Coccophagoides aurithorax
Coccophagoides aurithorax är en stekelart som beskrevs av Girault 1939. Coccophagoides aurithorax ingår i släktet Coccophagoides och familjen växtlussteklar. Inga underarter finns listade i Catalogue of Life.